# Lamborghini Murciélago
Lamborghini Murcielago je supersportski automobil talijanskog proizvođača automobila Automobili Lamborghini S.p.A koji je dizajnirao Luc Donckerwolke. 
Predstavljen je 2001. godine kao nasljednik Diabla. Murciélago je kupe, odnosno dvosjed s dvojim vrata. Predstavlja sam vrhe ponude Lamborghinija. U početku je Murciélago imao 6.2 L V12 motor s 580 KS, 6-stupanjski ručni ili 6-stupanjski sekvencijalni automatski mjenjač i pogon na sva četiri kotača. Stražnje zakrilce može se podignuti do kuta od 70 stupnjeva, bočna stakalca mogu se saviti kako bi popravila aerodinamiku i bočni usisnici koji se automatski otvaraju do dovoljne veličine da dopuste dovoljnu količinu zraka da ohlade motor.

## Ime
Ime Murcielago dolazi od bika koji je u borbi bikova u areni u Córdobi preživio 23 uboda mačem i zbog velike strasti i srčanosti matador mu je poštedio život (rijetka čast za bikove). Bik je kasnije poklonjen Don Antonio Miuri poznatom uzgajivaču borbenih bikova (za rasplod) što je još jedna poveznica s Lamborghinijem. Murcielago također na španjolskom znači šišmiš.

## Modeli

### Murciélago 40th Anniversary
Za proslavu 40-tog rođendan tvrtke,u jesen 2003. godine napravljeno je 50 posebnih izdanja Murciélaga, nazvanih Murciélago 40th Anniversary. Karakterizira ga posebna svijetlo plava boja.

### Murciélago Roadster
2004. godine predstavljen je Murcielago Roadster otvorena izvedba standardnog Murciélaga. Roadster ima slične performanse kao i coupe, ali je stražnji bočni dio izveden agresivnije zbog bolje aerodinamike. Ujedno je i smanjena visina cijelog automobila. Roadster je imao i znatno veću cijenu od kupea.   

### Murciélago LP640
Od 2006. godine u Murcielago se ugrađuje isti V12 motor kojemu je obujam povećan na 6.5 litara, a snaga na 640 KS. Naziv automobila promijenjen je u Murcielago LP640.
Model je predstavljen na ženevskom auto salonu u ožujku 2006.g.

#### Murciélago LP640 Roadster
Godinu poslije kupea,  Lamborghini je ugradio 6.5 litreni V12 motor i u Roadster koji je dobio naziv Murcielago LP640 Roadster. Model je predstavljen 2006. g. na auto izložbi u Los Angelesu.

#### Murciélago LP640 Versace
Prikazan je po prvi puta na međunarodnom autosalonu u Parizu. Lamborghini Murciélago LP640 Versace je modificirana verzija LP640 Coupé, s istim performansama. Jedina razlika je da je oprema ovog modela potpuno u crno-cijelom uzorku u unutrašnjosti i vanjštini automobila. 
Također sadrži Versace kožna sjedala i Gianni Versace logo oznake unutar vozila.

## Specifikacije
| Građa motora        | Središnji motor                             | Središnji motor                             | Središnji motor                             | Središnji motor                             | Središnji motor                             | Središnji motor                             | Središnji motor                             |                                  |                                  |                                  |                                  |                                  |
| Obujam              | 6.192 cm³                                   | 6.192 cm³                                   | 6.496 cm³                                   | 6.496 cm³                                   | 6.496 cm³                                   | 6.496 cm³                                   | 6.496 cm³                                   |                                  |                                  |                                  |                                  |                                  |
| Broj cilindra       | V12 (60°)                                   | V12 (60°)                                   | V12 (60°)                                   | V12 (60°)                                   | V12 (60°)                                   | V12 (60°)                                   | V12 (60°)                                   |                                  |                                  |                                  |                                  |                                  |
| Snaga               | 426 kW (580 ks)                             | 426 kW (580 ks)                             | 471 kW (640 ks)                             | 471 kW (640 ks)                             | 478 kW (650 ks)                             | 493 kW (670 ks)                             | 478 kW (650 ks)                             |                                  |                                  |                                  |                                  |                                  |
| Max. okretni moment | 650 Nm pri 5.400/min.                       | 650 Nm pri 5.400/min.                       | 660 Nm pri 6.000/min.                       | 660 Nm pri 6.000/min.                       | 660 Nm pri 6.000/min.                       | 660 Nm pri 6.500/min                        | 660 Nm pri 6.000/min                        |                                  |                                  |                                  |                                  |                                  |
| Emisijski standard  | Euro 3                                      | Euro 3                                      | Euro 4                                      | Euro 4                                      | Euro 4                                      | Euro 4                                      | Euro 4                                      |                                  |                                  |                                  |                                  |                                  |
| Pogon               | pogon na sve kotaće                         | pogon na sve kotaće                         | pogon na sve kotaće                         | pogon na sve kotaće                         | pogon na sve kotaće                         | pogon na sve kotaće                         | pogon na sve kotaće                         |                                  |                                  |                                  |                                  |                                  |
| mjenjač             | 6-stupanjski mjenjač, ručni ili automatika  | 6-stupanjski mjenjač, ručni ili automatika  | 6-stupanjski mjenjač, ručni ili automatika  | 6-stupanjski mjenjač, ručni ili automatika  | 6-stupanjski mjenjač, ručni ili automatika  | 6-stupanjski mjenjač, ručni ili automatika  | 6-stupanjski mjenjač, automatika            | 6-stupanjski mjenjač, automatika | 6-stupanjski mjenjač, automatika | 6-stupanjski mjenjač, automatika | 6-stupanjski mjenjač, automatika | 6-stupanjski mjenjač, automatika |
| Gume                | naprijed 245/35 ZR 18, ostraga 335/30 ZR 18 | naprijed 245/35 ZR 18, ostraga 335/30 ZR 18 | naprijed 245/35 ZR 18, ostraga 335/30 ZR 18 | naprijed 245/35 ZR 18, ostraga 335/30 ZR 18 | naprijed 245/35 ZR 18, ostraga 335/30 ZR 18 | naprijed 245/35 ZR 18, ostraga 335/30 ZR 18 | naprijed 245/35 ZR 18, ostraga 335/30 ZR 18 |                                  |                                  |                                  |                                  |                                  |
| 0–100 km/h          | 3,8 s                                       | 3,8 s                                       | 3,4 s                                       | 3,4 s                                       | 3,4 s                                       | 3,2 s                                       | 3,4 s                                       |                                  |                                  |                                  |                                  |                                  |
| Vmax                | 330 km/h                                    | 320 km/h                                    | 340 km/h                                    | 330 km/h                                    | 340 km/h                                    | 337-342 km/h                                | 330 km/h                                    |                                  |                                  |                                  |                                  |                                  |

## Vanjske poveznice
- Murcielago Video Site  Arhivirana inačica izvorne stranice od 27. ožujka 2008. (Wayback Machine)
- Zanimljivo izvješće o čudnim nesrećama i napukline s Murciélagom
- Track test pregled LP640  Arhivirana inačica izvorne stranice od 1. travnja 2007. (Wayback Machine)
- www.topgear.com  Arhivirana inačica izvorne stranice od 25. ožujka 2007. (Wayback Machine)
- Prvi Lamborghini Murcielago LP640 Roadster slike i info